# ESADE

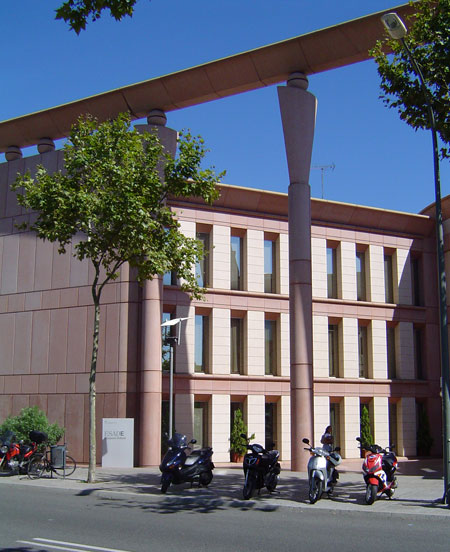
ESADE-Gebäude No. 3

Die Escuela Superior de Administración y Dirección de Empresas (ESADE) ist eine 1958 gegründete spanische Hochschule mit Sitz in Barcelona. Die Hochschule besteht mit der ESADE Business School, dem ESADE Executive Language Center und der ESADE Law School aus insgesamt drei Fakultäten und bildet einen Teil der Ramon-Llull-Universität. Die ESADE verfügt über Campus in Barcelona Pedralbes, Barcelona Sant Cugat, Madrid, und Buenos Aires. Sie hat Austausch- und Kooperationsvereinbarungen mit rund 100 Universitäten weltweit abgeschlossen, darunter der Wharton School, UC Berkeley, Emory University, Georgetown University und Northwestern Kellogg.

## Überblick

### Geschichte
Das Projekt wurde im Frühjahr 1954 von einer Gruppe spanischer Unternehmer und Professionals erdacht, die später die Hochschule gründeten. Die ESADE unterzeichnete im Oktober 1958 eine Vereinbarung mit den Jesuiten und begann ihre ersten akademischen Programme in einem kleinen Gebäude in Sant Gervasi anzubieten, einem Stadtteil von Barcelona.
1960, zwei Jahre nach der Gründung, wurden die ersten Programme für Führungskräfte (Executive Education) eingeführt. 1964 wurde das MBA-Programm an der ESADE ins Leben gerufen. Ein Jahr später, 1965, wurde der ESADE-Campus in Barcelona (Pedralbes) sowie das Executive Language Center eröffnet. 1993 wurde die ESADE Law School eingeweiht. 2001 folgte die Eröffnung des ESADE-Campus in Madrid und zwei Jahre später die des Campus in Buenos Aires. Beide werden vornehmlich für Executive Education verwendet. 2009 weihte die ESADE einen neuen Campus in Barcelona Sant Cugat sowie das Gründerzentrum ESADE Creapolis ein, das sich auf dem neuen Campus in Barcelona Sant Cugat befindet und auf dem Prinzip von Open Innovation aufbaut.
Heute umfassen die ESADE-Campusse eine Fläche von 30.000 Quadratmetern, wenn man die Räumlichkeiten in Madrid und Barcelona zusammennimmt.

### Rankings
Neben MSc-Programmen in Management (Master in Management) und MBAs bietet die ESADE Business School auch Customized Executive Education, EMBAs, sowie Bachelorprogramme (BBA) an.
Der MSc Finance wurde 2014 von der Financial Times auf Platz 2 weltweit gelistet, der MSc Management weltweit auf Platz 9.
Die Zeitschrift The Economist listet den ESADE MBA 2011 weltweit auf Platz 17, die Financial Times selbigen weltweit auf Platz 21. Das Magazin Business Week führt den ESADE MBA 2010 auf Rang 4 aller MBA-Programme außerhalb der USA.
Customized Executive Education Programme an der ESADE liegen im weltweiten Ranking der Financial Times 2013 auf Platz 4.
Die ESADE wird im FT-Ranking 2012 der besten europäischen Business Schools mit dem 5. Rang ausgezeichnet.

### CEMS-Programm
Die ESADE Business School ist Teil des angesehenen CEMS Programms. Mit mehr als 30 Partner-Business Schools auf 4 verschiedenen Kontinenten hat die ESADE Business School demnach ein internationales Netzwerk, das den Studierenden zugutekommt. Das CEMS-Programm kann entweder im Anschluss an einen der MSc, den die ESADE anbietet, gemacht werden, oder man ist im Austauschsemester an der ESADE und die Heimat-Business-School ist eine der Partner-Schulen.

## Zulassung
Die Zulassungskriterien für die MSc (Master of Science) und MBAs Programme sind im Wesentlichen identisch, wobei MBAs im Gegensatz zu MScs mehrere Jahre Berufserfahrung benötigen. Sie umfassen:
- GMAT (höhere Punktzahl erhöht die Chance auf Zulassung)
- TOEFL/IELTS (umfassende Englischtests)
- Bachelorabschluss (bessere Noten erhöhen die Chance auf Zulassung)
- Mehrere Essays, vor allem über Ziele, Motivation, und Persönlichkeit
- Zwei Empfehlungsschreiben
- Lebenslauf
- Auswahlgespräch mit dem Zulassungskomitee.

Im Jahr 2011 wurden für den Master in Management insgesamt 224 Studenten zugelassen, die sich auf die 4 Programme aufteilen. Unter den Studenten waren 42 Nationalitäten vertreten. Die MBA-Abschlussklasse von 2012 umfasste 180 Studenten aus 45 Nationen.

## Alumni
Das Alumninetzwerk der ESADE umfasst mehr als 48.000 Alumni mit 105 Nationalitäten, die in 115 Ländern leben. Die Ziele der offiziellen ESADE-Alumnivereinigung beinhalten u. a. die Unterstützung der professionellen Entwicklung ihrer Mitglieder sowie die Stärkung der Kooperation zwischen ihnen. Die ESADE-Alumnivereinigung ist selbstverwaltet und umfasst 33 internationale sowie 20 industriespezifische Clubs. Jeder Club wird von einem Board of Directors organisiert, der aus ESADE-Alumni des jeweiligen Landes oder der jeweiligen Branche besteht.